# Muchran Vachtangadze
Muchran Vachtangadze (* 22. ledna 1973) je bývalý gruzínský zápasník – klasik, bronzový olympijský medailista z roku 2000.

## Sportovní kariéra
Zápasení se věnoval od 12 let v horské obci Chulo v Adžáriji pod vedením Goderdzi Bolkvadzeho. Specializoval se na řecko-římský (klasický) styl. Od počátku devadesátých let se vrcholově připravoval v Tbilisi pod vedením Džoni Rechvijašviliho. V gruzínské mužské reprezentaci se pohyboval s předstávkami od roku 1993 ve váze do 82 (85, 84) kg. V roce 1996 se na olympijské hry v Atlantě nekvalifikoval.
V roce 2000 vybojoval šestým místem na dubnovém mistrovství Evropy v Moskvě poslední účastnickou kvótu pro start na olympijských hrách v Sydney. Z vyrovnané základní tříčlenné skupiny postoupil z prvního místo do čtvrtfinále, ve kterém porazil těsně 6:5 na technické body Bělorusa Valerije Cileňtě. V semifinále prohrál 0:3 na technické body s favorizovaným Turkem Hamzou Yerlikayou. V souboji o třetí místo porazil později diskvalifikovaného Nora Fritze Aanese a získal nečekanou bronzovou olympijskou medaili. Později vyšlo najevo, že motivaci k úspěchu mu dal jeho první trenér Bolkvadze, který měsíc před začátkem olympijských her zemřel.
V roce 2001 navázal na bronzovou olympijskou medaili ziskem prvního titulu mistra světa v klasickém stylu pro od roku 1993 samostatný gruzínský sport. V roce 2004 startoval na olympijských hrách v Athénách, kde nepostoupil ze základní skupiny přes Egypťana Abdula Fatáha. Sportovní kariéru ukončil v roce 2006. V rodné Adžáriji se věnuje politické a funkcionářské práci v oblasti sportu.

## Výsledky
| Turnaj             | 1994 | 1995 | 1996 | 1997 | 1998 | 1999 | 2000 | 2001 | 2002 | 2003 | 2004 | 2005 |
| Turnaj             | 21   | 22   | 23   | 24   | 25   | 26   | 27   | 28   | 29   | 30   | 31   | 32   |
| Turnaj             | -82  | -82  | -82  | -85  | -85  | -85  | -85  | -85  | -84  | -84  | -84  | -96  |
| ------------------ | ---- | ---- | ---- | ---- | ---- | ---- | ---- | ---- | ---- | ---- | ---- | ---- |
| Olympijské hry     |      |      | —    |      |      |      | 3.   |      |      |      | úč.  |      |
| Mistrovství světa  | úč.  | —    |      | —    | —    | úč.  |      | 1.   | úč.  | úč.  |      | úč.  |
| Mistrovství Evropy | úč.  | —    | úč.  | —    | —    | —    | úč.  | úč.  | —    | 3.   | —    | —    |